# غاري موير
غاري موير (بالإنجليزية: Gary Muir)‏ (15 ديسمبر 1985 بغلاسكو في المملكة المتحدة - ) هو لاعب كرة قدم بريطاني في مركز الوسط. لعب مع ليسبورن ديستليري ونادي فلوريانا ونادي كلايد وVittoriosa Stars F.C. ‏ ونادي ستيرلينغ ألبيون وAntigua GFC ‏ وأردريونيانز ونادي بيليمينا يونايتد.

## وصلات خارجية
- غاري موير على موقع قاعدة بيانات كرة القدم.إي يو (الإنجليزية)
- غاري موير على موقع Soccerbase.com (لاعب) (الإنجليزية)
- غاري موير على موقع Soccerway.com (الإنجليزية)